# Borzicactus longiserpens
Borzicactus longiserpens ist eine Pflanzenart in der Gattung Cleistocactus aus der Familie der Kakteengewächse (Cactaceae). Das Artepitheton longiserpens leitet sich von den lateinischen Worten longus für ‚lang‘ sowie serpens für ‚kriechend‘ ab und verweist auf die Wuchsform der Art.

## Beschreibung
Borzicactus longiserpens wächst kriechend, kletternd oder hängend mit sparrig verzweigten, grünen Trieben und erreicht bei Durchmessern von 1,2 bis 2 Zentimetern eine Länge von 80 Zentimetern und mehr. Es sind etwa 8 Rippen vorhanden, die bis 3 Millimeter breit und 2 Millimeter hoch sind. Die gerundeten Rippen weisen mehr oder weniger deutliche Querfurchen oberhalb der Areolen auf. Der nadelige, hell honigfarbene Mitteldornen, selten sind bis drei vorhanden, vergraut später. Er ist 1 bis 2,5 Zentimeter lang und nur wenig kräftiger als die Randdornen. Die ausgebreiteten, nadeligen 12 bis 19 Randdornen sind gelblich bis braun und vergrauen im Alter.
Die röhrenförmigen, schiefsaumigen, seitlich erscheinenden Blüten sind 4 bis 5 Zentimeter lang und weisen Durchmesser von bis 4 Zentimetern auf. Ihr Perikarpell und die Blütenröhre sind mit Schuppen und langen Haaren besetzt. Die kugelförmigen bis leicht länglichen Früchte sind vermutlich gelblich grün.

## Verbreitung, Systematik und Gefährdung
Borzicactus longiserpens ist in der peruanischen Region Piura in der Provinz Huancabamba in Höhenlagen von 1350 bis 1950 Metern verbreitet.
Die Erstbeschreibung als Cleistocactus longiserpens erfolgte 2002 durch Beat Ernst Leuenberger. Graham J. Charles stellte die Art 2010 in die Gattung Borzicactus.
Es werden folgende Unterarten unterschieden:
- Borzicactus longiserpens subsp. erectus G.J.Charles
- Borzicactus longiserpens subsp. longisperpens

In der Roten Liste gefährdeter Arten der IUCN wird die Art als „Endangered (EN)“, d. h. als stark gefährdet geführt.

## Nachweise